# Lenguas rotumano-fiyianas occidentales
Las lenguas del grupo rotumano-fiyiano occidental son un grupo de lenguas del Pacífico central que incluyen las lenguas fiyianas occidentales y la lengua rotumana.

## Componentes
- Rotumano: Lengua de la isla Rotuma.
- Lenguas fiyianas occidentales
  - Namosi-Naitasiri-Serua
  - Fiyiano occidental